# Dàmalis (ciutat)
Dàmalis (grec antic: Δάμαλις) fou una ciutat costanera de l'antiga Bitínia situada al Bòsfor, prop de Crisòpolis. Polibi l'anomena Bus (Βοῦς vol dir ‘bou’ o ‘vaca’ en grec antic).
El nom Dàmalis significa ‘vedella’. Eustaci cita una narració d'Arrià al respecte:
Segons la mitologia grega, Io hi desembarcà en travessar l'estret i la gent erigí una vaca de bronze en aquell mateix lloc.
Dàmalis, muller del general atenenc Cares, acompanyà el seu marit i morí quan la flota estava apostada prop de Bizanci. Es deia que havia estat sebollida en aquell mateix lloc i honorada amb un monument amb forma de vaca.
Les seves restes es troben a Mimar Sinan, barri de la ciutat turca d'Üsküdar.